# Auengrund
Auengrund es un municipio situado en el distrito de Hildburghausen, en el estado federado de Turingia (Alemania), a una altitud de 450 metros sobre el nivel del mar. Su población a finales de 2016 era de unos 2900 habitantes y su densidad poblacional, 80 hab/km².
Se encuentra ubicado al norte de la frontera con el estado de Baviera, aproximadamente a 230 kilómetros de distancia, siguiendo la carretera A73 y la A9.